# Região Escânia
A Região Escânia (em sueco: Region Skåne;  PRONÚNCIA DE SKÅNE) é uma autarquia regional - responsável pela saúde, transportes públicos e desenvolvimento regional – na área geográfica do condado da Escânia.

É constituída pelas 33 comunas do condado, com uma área total de 10 965 km² e uma população de 1 421 969 habitantes (2024).

A sua sede está na cidade de Kristianstad .

### Brasão
Ao contrário das outras regiões, a Região  adotou um brasão heráldico.                                                                                             O brasão apresenta uma cabeça de grifo dourada sobre um fundo azul, enquanto que o brasão do condado e o brasão da província têm como cor de fundo o vermelho e o dourado.

## Áreas de responsabilidade
Tem como principais áreas de responsabilidade a saúde pública, a assistência médica, os transportes públicos, algumas instituições culturais regionais, o crescimento regional e as infra-estruturas, assim como a coordenação das medidas de desenvolvimento geral da região.

### Assistência médica

#### Hospitais
A Região conta com hospitais em 10 localidades.

- Hospital Universitário da Escânia (Lund e Malmö)
- Hospital Central de Kristianstad
- Hospital de Helsingborg
- Hospital de Hässleholm
- Hospital de Landskrona
- Hospital de Simrishamn
- Hospital de Trelleborg
- Hospital de Ystad
- Hospital de Ängelholm

#### Centros de saúde públicos
A região gere os centros de saúde públicos (vårdcentral), existentes em toda a região.

#### Clínicas públicas de cuidados dentários
A região gere ou colabora com dentistas públicos e privados, assim como com a Escola Superior Dentária de Malmö.

### Transportes públicos
A Região Escânia é responsável pelos transportes públicos na Escânia. A empresa comunal Skånetrafiken administra a utilização de autocarros (br: ônibus) urbanos e regionais e de comboios (br: trens) regionais.    

### Instituições regionais de ensino e cultura
A Região Escânia gere, subsidia ou apoia a Ópera de Malmö (Malmö Opera), Teatro de Bailado da Escânia (Skånes Dansteater), Música do Sul (Musik i Syd), Filme da Escânia (Film i Skåne), Museu Regional de Kristianstad, Centro Arqueológico de Uppåkra, Museu de História da Universidade de Lund, Centro de Cerâmica, Museu de Arte Moderna de Malmö (Moderna Museet Malmö) e Teatro Mooms (Moomsteatern).

## Organização política da região

As "Regiões político-administrativas" da Suécia
M – Região Escânia

As região constitui um nível intermédio entre o estado (staten) e os municípios (kommunerna) do condado.

### Órgão político e administrativo regional
A Região Escänia é dirigida por uma assembleia regional (regionfullmäktige), composta por 149 deputados regionais eleitos por 4 anos.

Esta assembleia elege por sua vez um governo regional executivo (regionstyrelse), constituído por 15 desses deputado, tanto da maioria política como da oposição.

Os conselheiros regionais (regionråd) trabalham a tempo inteiro na Região Escânia. São eleitos pela Assembleia Regional (regionfullmäktige). São responsáveis pela preparação e implementação das decisões políticas.

### A região e o condado
A Região Escânia coexiste dentro do Condado da Escânia com o ”Conselho Administrativo do Condado da Escânia” (Länsstyrelsen Skåne).

Enquanto que a região é um órgão político - eleito pelos cidadãos - responsável pela saúde, transportes públicos e desenvolvimento regional, o ”Conselho Administrativo do Condado de Örebro” é um órgão local do estado, com a missão de executar nesse mesmo condadoas tarefas administrativas do estado - defesa civil, assistência social, proteção do ambiente e realização de eleições gerais, etc... 

### A região na União Europeia
No âmbito da União Europeia, a Região Escânia exerce as suas funções no território consignado ao Condado da Escânia, o qual é uma unidade estatística do tipo (Nuts 3).

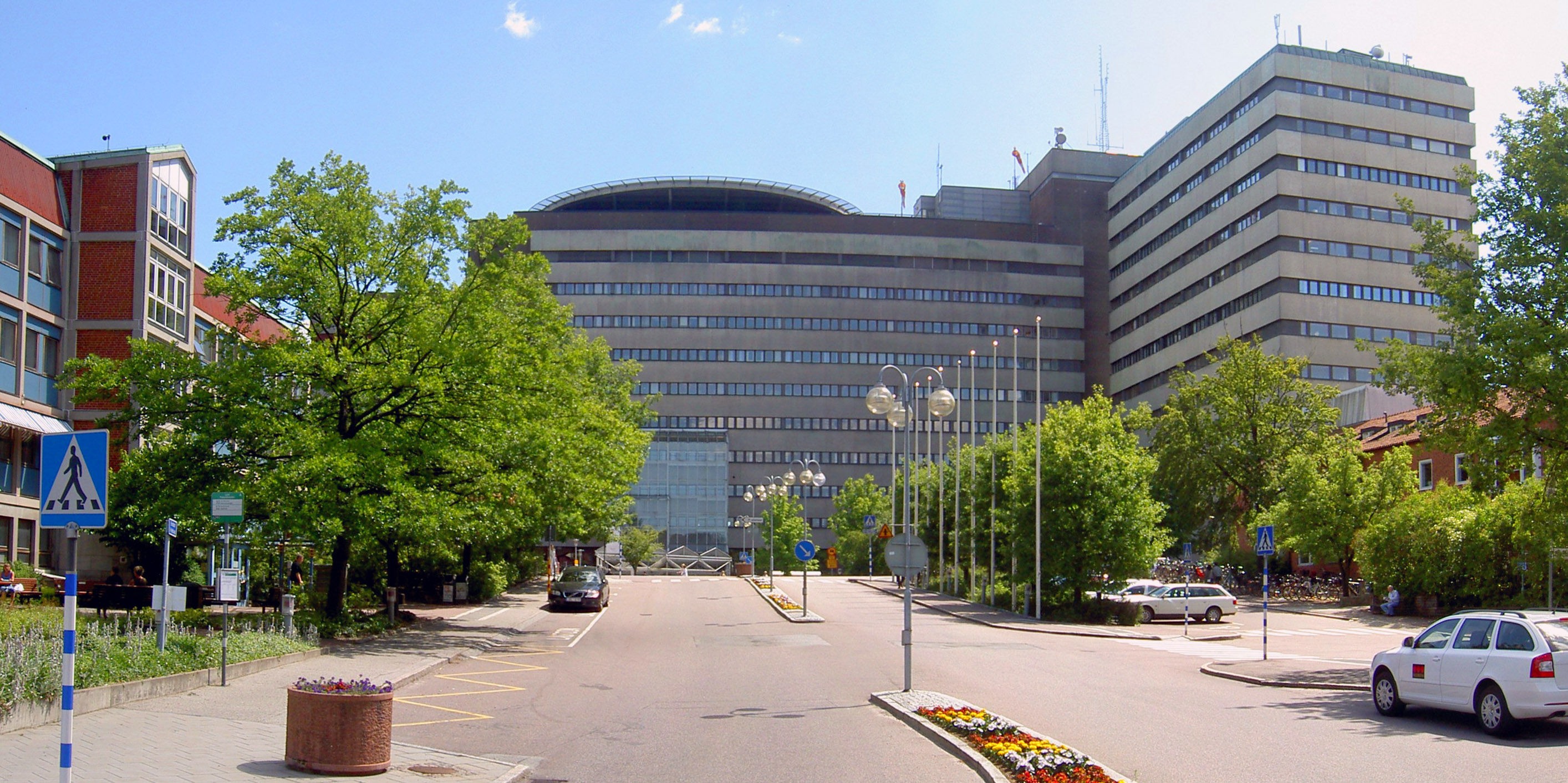
Hospital universitário da Escânia (Skånes universitetssjukhus)
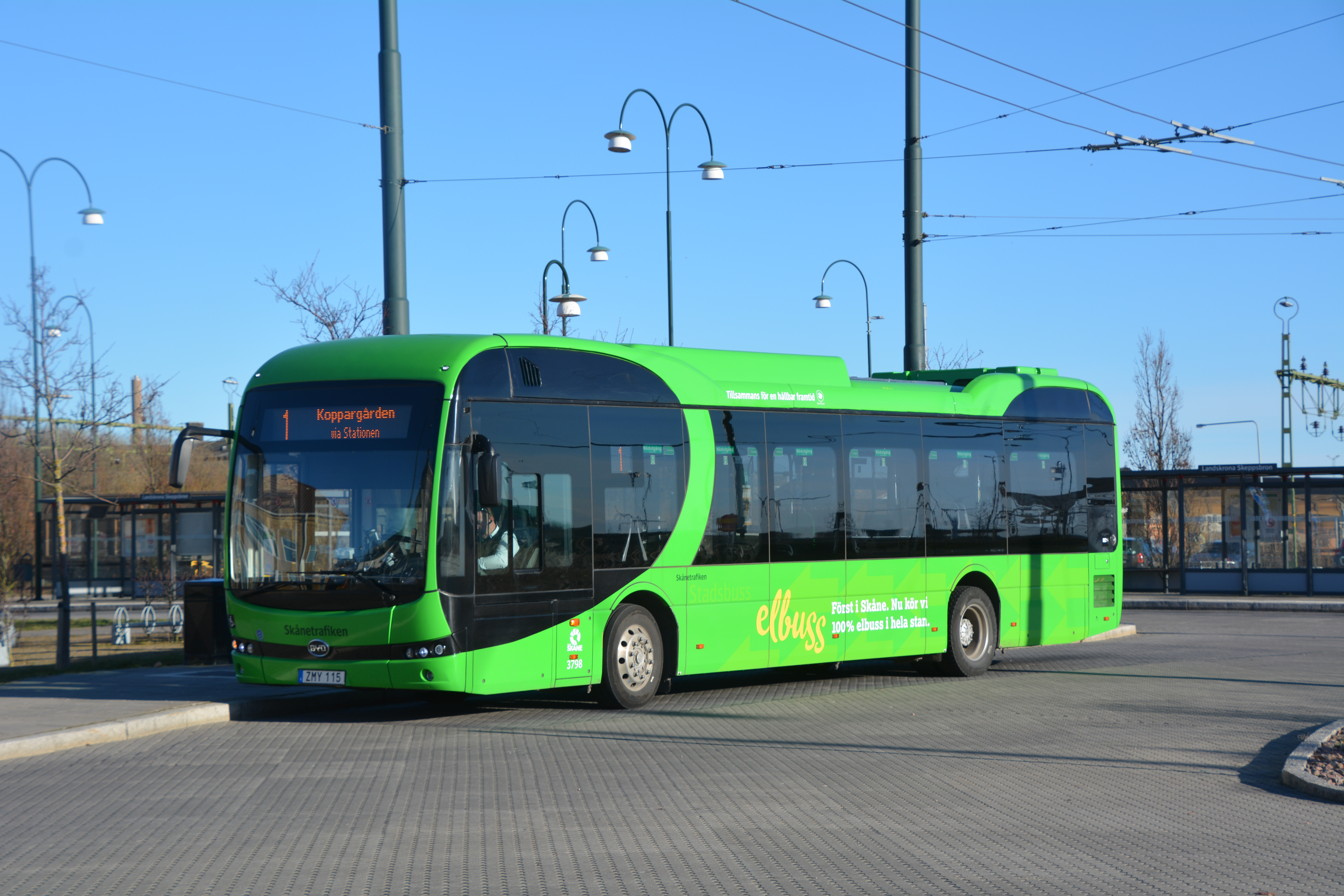
Autocarro (br: ônibus) elétrico em Landskrona
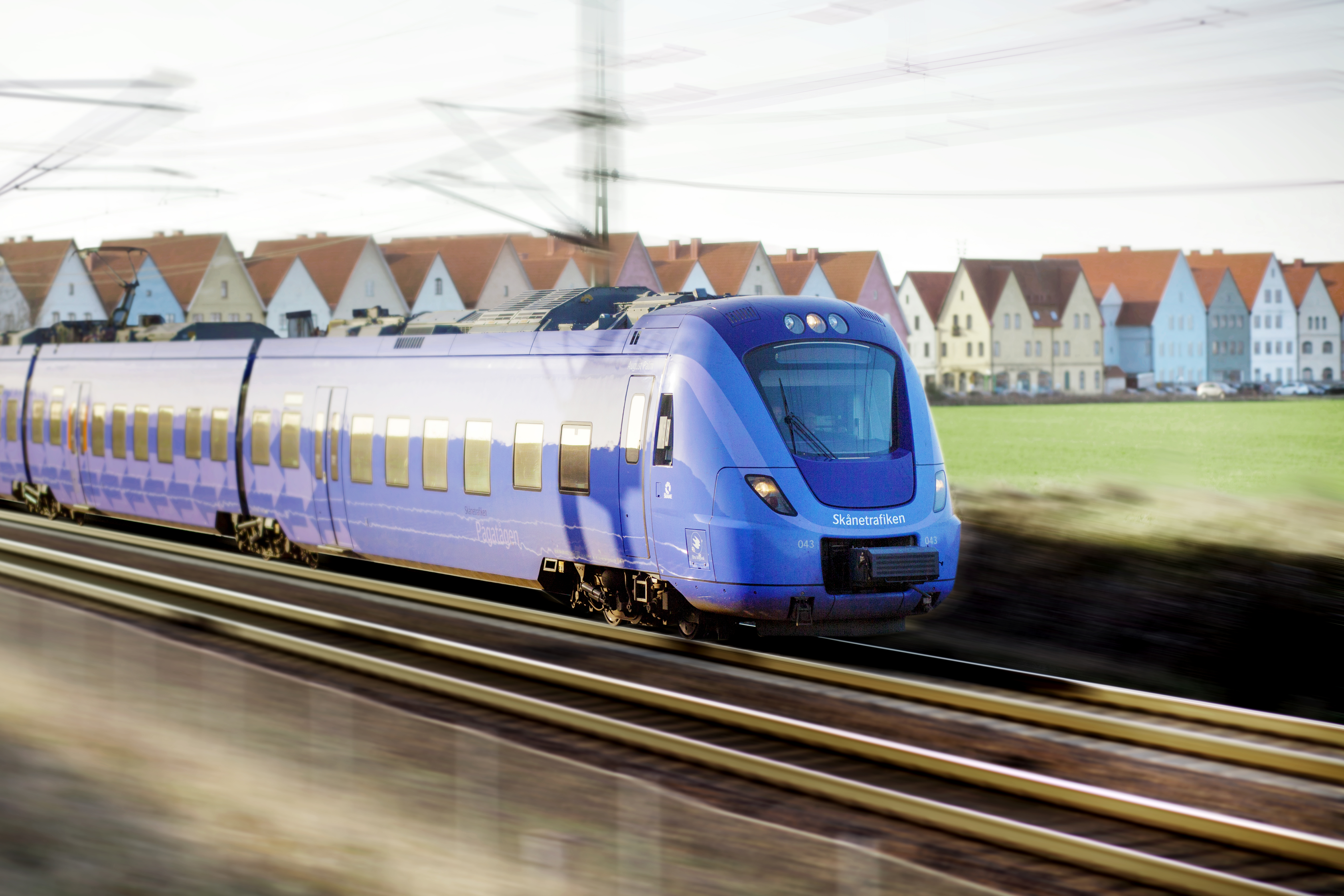
Pågatåg em Hjärup
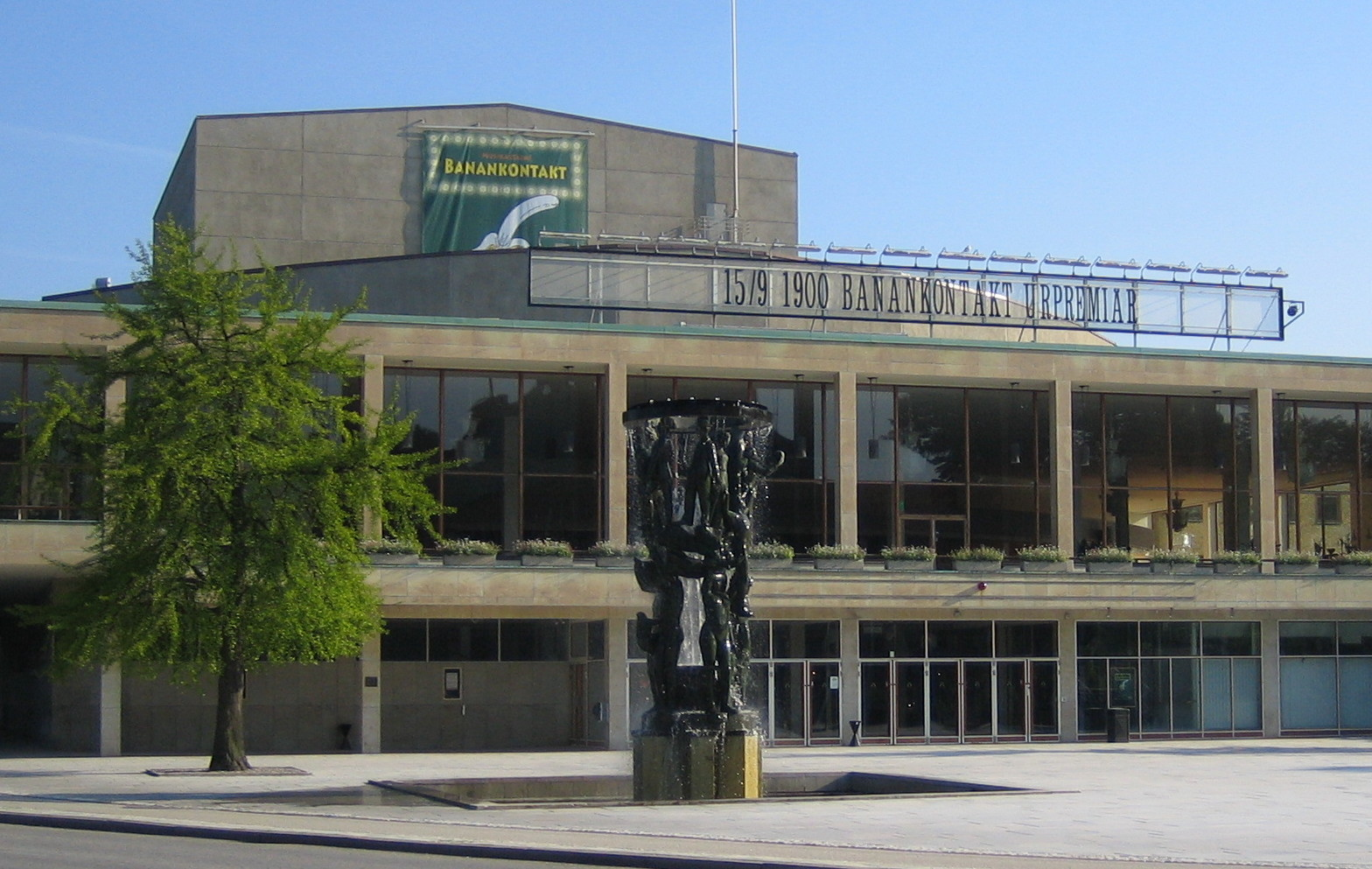
Ópera de Malmö